# 양파링 (과자)
양파링은 농심에서 생산하는 과자로 1983년 10월 28일에 출시되었다.
오리지널 맛의 양파링과 볶음짜장 맛의 짜파링이 있다. 짜파링은 2021년 3월 21일 출시되었다.